# Kajrat Nurpeisow
Kajrat Ajtmuchambetuły Nurpeisow (kaz. Қайрат Айтмұхамбетұлы Нұрпейісов, ur. 21 września 1957 we wsi Gałkino w obwodzie pawłodarskim) – kazachski polityk.

## Życiorys
Początkowo pracował jako ślusarz na kolei w Pawłodarze, później ukończył Pawłodarski Instytut Pedagogiczny i Ałmaacki Instytut Gospodarki Narodowej. Pracował jako nauczyciel matematyki i później starszy ekonomista i starszy rewizor inspektor oraz zastępca szefa jednego z działów obwodowego zarządu finansowego w Pawłodarze, 1990-1996 był zastępcą szefa i szefem inspekcji podatkowej obwodu pawłodarskiego i następnie szefem zarządu podatkowego i komitetu podatkowego obwodu pawłodarskiego. Od 1998 do 2002 był wiceministrem energetyki, przemysłu i handlu i następnie wiceministrem dochodów państwowych Kazachstanu, 2002-2003 pełnił funkcję akima Pawłodaru, a od czerwca 2003 do 30 września 2008 akima obwodu pawłodarskiego. Od 30 września do 13 października 2008 był wiceministrem finansów, od 13 października 2008 do 24 sierpnia 2009 zastępcą kierownika administracji prezydenta Kazachstanu, Nursułtana Nazarbajewa, a od 24 sierpnia 2009 do 1 lipca 2011 przewodniczącym Agencji Republiki Kazachstanu ds. Służby Państwowej. Od 29 lutego 2012 do 2 września 2013 kierował Aparatem Senatu Parlamentu Republiki Kazachstanu, od 4 września 2013 do 19 lipca 2019 był kierownikiem przedstawicielstwa prezydenta Kazachstanu w Parlamencie Republiki Kazachstanu, a 26 sierpnia 2019 został ambasadorem Kazachstanu w Kirgistanie. Jest kawalerem Orderu Kurmet.